# Список людей, які загинули під час сходження на Манаслу

## Загальна характеристика гори

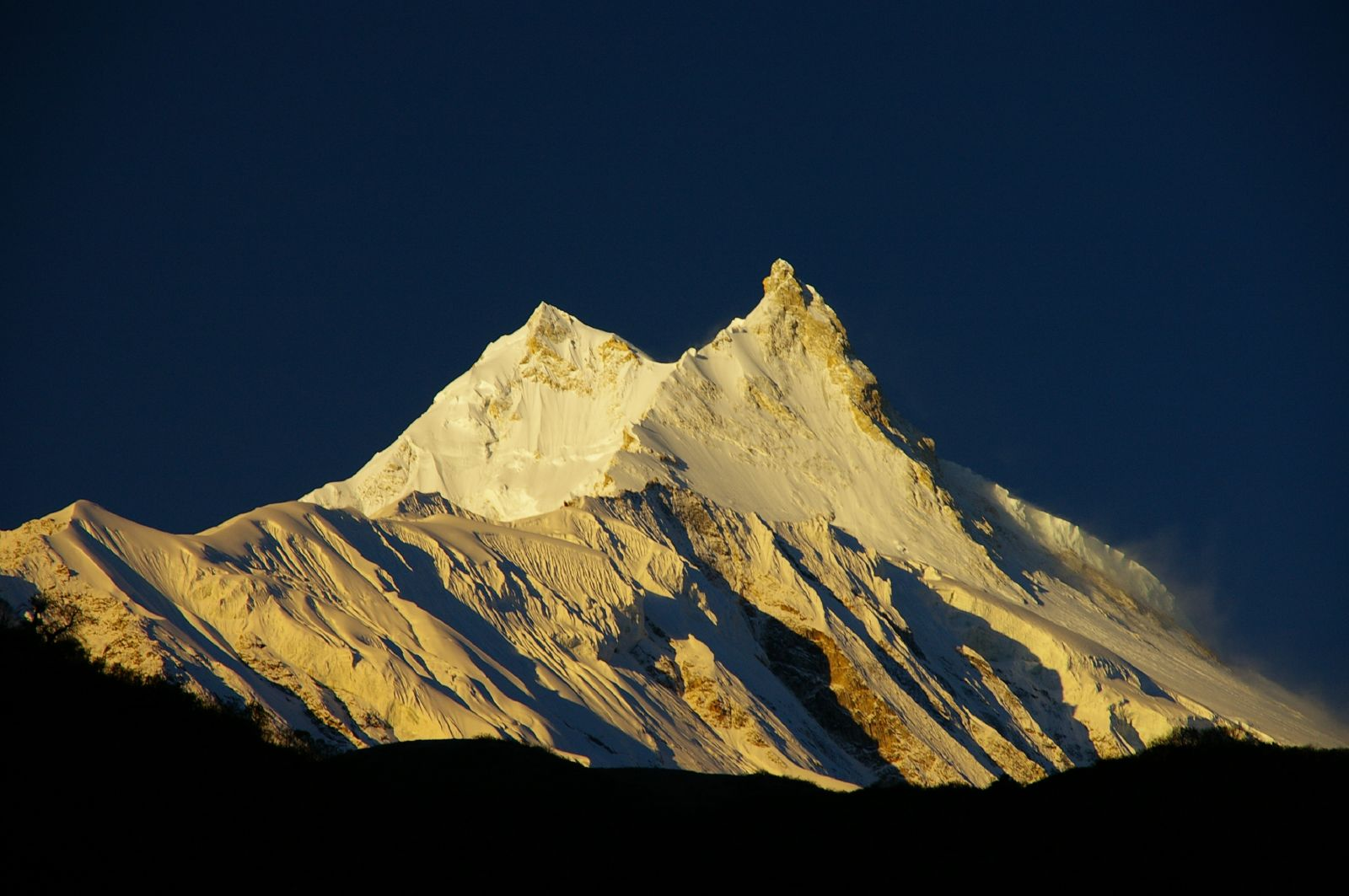
Вершина Манаслу на світанку

Манаслу (मनास्लु, також відома, як Кутанґ) — гора у Непалі, восьма за висотою вершина світу. Знаходиться у гірському масиві Мансірі Гімал на схід від Аннапурни. Вершина гори суттєво піднімається над прилеглою місцевістю і є добре помітна здалеку.
Назва вершини походить від слова Манаса, що на санскриті означає «гора духів.»

## Список загиблих
| Дата            | Прізвище                     | Національність | Причини смерті                                | Посилання         |
| --------------- | ---------------------------- | -------------- | --------------------------------------------- | ----------------- |
| 4 жовтня 2012   | Victor Correa                | Колумбія       | Невідомо (зник)                               | [ 1 ]             |
| 23 вересня 2012 | Dominique Ouimet             | Канада         | Лавина                                        | [ 2 ]             |
| 23 вересня 2012 | Gregory Ugo Costa            | Франція        | Лавина                                        | [ 2 ]             |
| 23 вересня 2012 | Alberto Magliano             | Італія         | Лавина                                        | [ 2 ]             |
| 23 вересня 2012 | Catherine Ricard             | Франція        | Лавина                                        | [ 2 ]             |
| 23 вересня 2012 | Christian Mittermeyer        | Німеччина      | Лавина                                        | [ 2 ]             |
| 23 вересня 2012 | Dawa Dorji Sherpa            | Непал          | Лавина                                        | [ 2 ]             |
| 23 вересня 2012 | Fabrice Priez                | Франція        | Лавина                                        | [ 2 ]             |
| 23 вересня 2012 | Ludovic Challeat             | Франція        | Лавина                                        | [ 2 ]             |
| 23 вересня 2012 | Marti Roig Gasull            | Іспанія        | Лавина                                        | [ 2 ]             |
| 23 вересня 2012 | Phillippe Lucien Bos         | Франція        | Лавина                                        | [ 2 ]             |
| 23 вересня 2012 | Rémy Lécluse                 | Франція        | Лавина                                        | [ 2 ] [ 3 ] [ 4 ] |
| 11 травня 2012  | Jafar Naseri                 | Іран           | Невідомо (зник)                               | [ 5 ]             |
| 12 травня 2011  | Tashi Chhiring               | Непал          | Невідомо (зник)                               | [ 6 ] [ 7 ]       |
| 12 травня 2011  | Bernard Jean Francois Milian | Франція        | Невідомо (зник)                               | [ 6 ] [ 7 ]       |
| 12 травня 2011  | Alain Peirre Marie Laurens   | Франція        | Невідомо (зник)                               | [ 6 ] [ 7 ]       |
| 29 квітня 2011  | Eisa Mir-Shekari             | Іран           | Висотна хвороба                               | [ 6 ]             |
| 24 вересня 2010 | Nobuaki Kuwabara             | Японія         | Захворювання                                  | [ 6 ]             |
| 24 квітня 2010  | Chi-Won Yun                  | Південна Корея | Невідомо (зник)                               | [ 6 ]             |
| 24 квітня 2010  | Haeng-Su Park                | Південна Корея | Виснаження                                    | [ 6 ]             |
| 3 жовтня 2009   | Franc Oderlap                | Словенія       | Поранений падаючими сераками, помер у шпиталі | [ 6 ]             |
| 19 травня 2009  | Levente Szabó                | Угорщина       | Падіння                                       | [ 6 ]             |
| 28 квітня 2009  | Giuseppe Antonelli           | Італія         | Захворювання                                  | [ 6 ]             |
| 5 жовтня 2008   | Daniel Goulevitch            | Франція        | Висотна хвороба                               | [ 6 ]             |
| 13 травня 2008  | Hasta Bahadur Gurung         | Непал          | Захворювання                                  | [ 6 ]             |
| 28 травня 2006  | Susan Erica Fear             | Австралія      | Падіння в розщелину                           | [ 6 ] [ 8 ]       |
| 13 жовтня 2001  | Isao Kuribara                | Непал          | Висотна хвороба, виснаження                   | [ 6 ]             |
| 30 жовтня 1998  | Hristo Stantchev             | Болгарія       | Падіння                                       | [ 6 ]             |
| 26 жовтня 1998  | Lenin Granados               | Колумбія       | Лавина                                        | [ 6 ] [ 9 ]       |
| 9 жовтня 1997   | Miroslav Rybansky            | Словаччина     | Звалився                                      | [ 6 ]             |
| 8 жовтня 1997   | Juraj Kardhordo              | Словаччина     | Невідомо (зник)                               | [ 6 ]             |
| 1 жовтня 1996   | Masatsugu Konishi            | Японія         | Невідомо (зник)                               | [ 6 ]             |
| 7 травня 1995   | Michael Zunk                 | Німеччина      | Падіння                                       | [ 6 ] [ 10 ]      |
| 6 травня 1995   | Jörg Starke                  | Німеччина      | Падіння                                       | [ 6 ] [ 10 ]      |
| 22 вересня 1993 | Сергій Ядришніков            | Росія          | Лавина                                        | [ 6 ] [ 10 ]      |
| 21 вересня 1993 | Ігор Хміляр                  | Росія          | Падіння                                       | [ 6 ] [ 10 ]      |
| 3 жовтня 1992   | Sven Vermeiren               | Бельгія        | Падіння                                       | [ 6 ]             |
| 2 жовтня 1992   | Sylwia Domowska              | Польща         | Падіння                                       | [ 6 ]             |
| 10 травня 1991  | Karl Großrubatscher          | Італія         | Падіння                                       | [ 6 ]             |
| 10 травня 1991  | Gottfried Mutschlechner      | Італія         | Блискавка                                     | [ 6 ]             |
| 7 вересня 1990  | Мурат Галієв                 | Казахстан      | Падіння                                       | [ 6 ]             |
| 7 вересня 1990  | Зінур Галітов                | Казахстан      | Падіння                                       | [ 6 ]             |
| 7 вересня 1990  | Григорій Луняков             | Казахстан      | Падіння                                       | [ 6 ]             |
| 27 March 1990   | Nima Wangchuk Sherpa         | Непал          | Лавина                                        | [ 6 ]             |
| 27 March 1990   | Charles Schertz              | США            | Лавина                                        | [ 6 ]             |
| 27 March 1990   | Nancy Jackson                | США            | Лавина                                        | [ 6 ]             |
| 7 травня 1989   | Santiago Suarez              | Іспанія        | Падіння                                       | [ 6 ]             |
| 28 жовтня 1987  | Ichigi Kudo                  | Японія         | Падіння                                       | [ 6 ]             |
| 4 травня 1986   | Dieter Oberbichler           | Австрія        | Падіння                                       | [ 6 ]             |
| 3 травня 1986   | Wilhelm Klaiber              | Німеччина      | Невідомо (зник)                               | [ 6 ]             |
| 25 жовтня 1985  | Nima Norbu Sherpa            | Непал          | Лавина                                        | [ 6 ]             |
| 4 травня 1985   | Thomas Juen                  | Австрія        | Лавина                                        | [ 6 ]             |
| 11 грудня 1983  | Stanislaw Jaworski           | Польща         | Замерз, виснаження                            | [ 6 ]             |
| 24 квітня 1983  | Ante Bućan                   | Хорватія       | Лавина                                        | [ 6 ]             |
| 24 квітня 1983  | Nejc Zaplotnik               | Словенія       | Лавина                                        | [ 6 ]             |
| 18 грудня 1982  | Takashi Sakuma               | Японія         | Замерз, виснаження                            | [ 6 ]             |
| 10 травня 1982  | Pere Aymerich                | Іспанія        | Лавина                                        | [ 6 ]             |
| 10 травня 1982  | Enric Font                   | Іспанія        | Лавина                                        | [ 6 ]             |
| 8 жовтня 1979   | Edgardo Jose Porsellana      | Аргентина      | Лавина                                        | [ 6 ]             |
| 5 травня 1974   | Teiko Suzuki                 | Японія         | Невідомо (зник)                               | [ 6 ]             |
| 26 квітня 1972  | Andi Schlick                 | Австрія        | Невідомо (зник)                               | [ 6 ]             |
| 25 квітня 1972  | Franz Jäger                  | Австрія        | Невідомо (зник)                               | [ 6 ]             |
| 10 квітня 1972  | Wangel                       | Непал          | Лавина                                        | [ 6 ]             |
| 10 квітня 1972  | Rinsing Ongyal               | Непал          | Лавина                                        | [ 6 ]             |
| 10 квітня 1972  | Phurba Tenzing               | Непал          | Лавина                                        | [ 6 ]             |
| 10 квітня 1972  | Pemba Rinji (Nawang Chultim) | Непал          | Лавина                                        | [ 6 ]             |
| 10 квітня 1972  | Pasang Nima                  | Непал          | Лавина                                        | [ 6 ]             |
| 10 квітня 1972  | Gyalze                       | Непал          | Лавина                                        | [ 6 ]             |
| 10 квітня 1972  | Ang Tendi (Ang Dawa)         | Непал          | Лавина                                        | [ 6 ]             |
| 10 квітня 1972  | Ang Rita                     | Непал          | Лавина                                        | [ 6 ]             |
| 10 квітня 1972  | Ang Mingma (b)               | Непал          | Лавина                                        | [ 6 ]             |
| 10 квітня 1972  | Ang Mingma (a)               | Непал          | Лавина                                        | [ 6 ]             |
| 10 квітня 1972  | Kazunari Yasuhisha           | Японія         | Лавина                                        | [ 6 ]             |
| 10 квітня 1972  | Chang-Hee Park               | Південна Корея | Лавина                                        | [ 6 ]             |
| 10 квітня 1972  | Sae-Keon Oh                  | Південна Корея | Лавина                                        | [ 6 ]             |
| 10 квітня 1972  | Joon-Haeng Song              | Південна Корея | Лавина                                        | [ 6 ]             |
| 10 квітня 1972  | Ho-Sup Kim                   | Південна Корея | Лавина                                        | [ 6 ]             |
| 4 травня 1971   | Ki-Sup Kim                   | Південна Корея | Падіння                                       | [ 6 ]             |

## Виноски
1. ↑  «Santiago Quintero Manaslu Diario de expedición» [Архівовано 2014-07-25 у Wayback Machine.] Retrieved 5 November 2012.
2. 1 2 3 4 5 6 7 8 9 10 11  Press Release of Manaslu Лавина. Архів оригіналу за 18 вересня 2012. Процитовано 26 вересня 2012.
3. ↑  Avalanche au Népal – Rémy Lécluse, Grégory Costa, Ludovic Challéat et Fabrice Priez : le monde de la montagne française touché au cœur. Le Dauphiné. ledauphine.com. Процитовано 27 вересня 2012.
4. ↑  Rémy Lécluse. The Daily Telegraph. London. 28 вересня 2012. Процитовано 10 жовтня 2012.
5. ↑  Varias cimas y un desaparecido en el Manaslu. Desnivel. Desnivel.com. Процитовано 9 липня 2012.
6. 1 2 3 4 5 6 7 8 9 10 11 12 13 14 15 16 17 18 19 20 21 22 23 24 25 26 27 28 29 30 31 32 33 34 35 36 37 38 39 40 41 42 43 44 45 46 47 48 49 50 51 52 53 54 55 56 57 58 59 60 61 62 63 64 65  Fatalities – Manaslu. Процитовано 25 вересня 2012.
7. 1 2 3  Deux Albigeois disparus au Népal – Tarn : LaDépêche.fr. Ladepeche.fr. 17 травня 2011. Процитовано 9 липня 2012.
8. ↑  Sue Fear memorial website. Процитовано 3 липня 2011.
9. ↑  EN CONQUISTA DEL HIMALAYA, MUERE ALPINISTA COLOMBIANO – Archivo – Archivo Digital de Noticias de Colombia y el Mundo desde 1.990. eltiempo.com. Процитовано 9 липня 2012.
10. 1 2 3 4  MANASLU : A Chronological Table 1950-1996. Jac.or.jp. Архів оригіналу за 22 березня 2012. Процитовано 9 липня 2012. [Архівовано 2012-03-22 у Wayback Machine.]